# 周經
周经（1439年—1510年），字伯常，山西陽曲縣（山西省太原市）人。明朝政治人物，天順庚辰進士，入翰林，為孝宗帝師。弘治朝累官戶部尚書。正德初再召為禮部尚書。卒諡文端。

## 生平
天顺（1459年）三年己卯科舉人，天順四年（1460年）聯捷进士，选庶吉士，授翰林院檢討。成化年间，歷官侍讀、中允，为尚居东宫的孝宗侍读。
孝宗即位，升太常寺少卿。歷礼部右侍郎，不久调吏部，进左侍郎。弘治年间官至户部尚书，乞休。
武宗即位，经过言官復薦，召為南京戶部尚書，因繼母去世未任职。正德三年（1508年），守丧结束，召為禮部尚書。周經坚决推辞，朝廷不許，勉强赴召。居官數月即謝病而去。正德五年（1510年）三月卒，年七十一。贈太保，謚文端。有《怀麓堂集》。《明史》有传。

## 家族
父周瑄，官至刑部尚書。子周曾，官至浙江右參政。

## 延伸阅读
[在维基数据编辑]
 《國朝獻徵錄·卷之三十三》，出自焦竑《國朝獻徵錄》
 《明史卷一百八十三》，出自《明史》
 在维基共享资源阅览影像